# Kondossou
Kondossou  est une localité du centre de la Côte d'Ivoire et appartenant au département de M'bahiakro, Région du N'zi-Comoé. La localité de Kondossou est un chef-lieu de commune.